# Карантинный спуск
Карантинный спуск — улица Одессы, расположена в исторической части города, проходит по склону Карантинной балки от Канатной улицы к Таможенной площади.

## История
К 1840 году название Карантинный спуск носил современный Деволановский спуск. 
Нынешний Карантинный спуск был проложен только в 1840 году, в 1856 году он получил название Таможенный спуск. В 1865 году название было изменено на Канатный спуск, по улице Канатной, которую он соединял с Таможенной площадью. 
При советской власти спуск был снова переименован, сначала в Барятинский спуск (в 1927 году), затем в спуск Лизогуба, в честь русского революционера-народовольца Дмитрия Лизогуба
В 1995 году, после обретения Украиной независимости, историческое название спуска было ему возвращено.

## Галерея

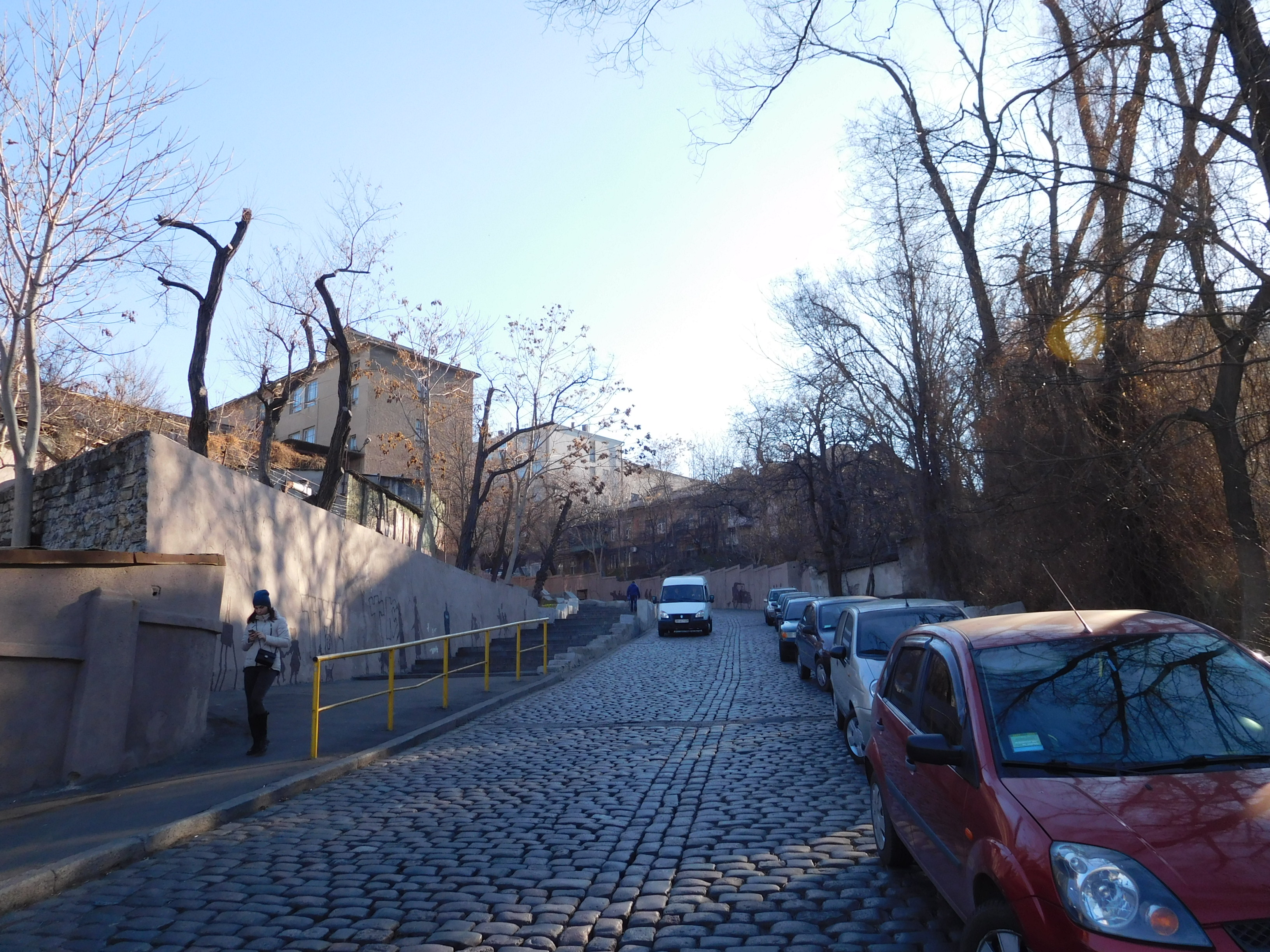
Вид спуска снизу
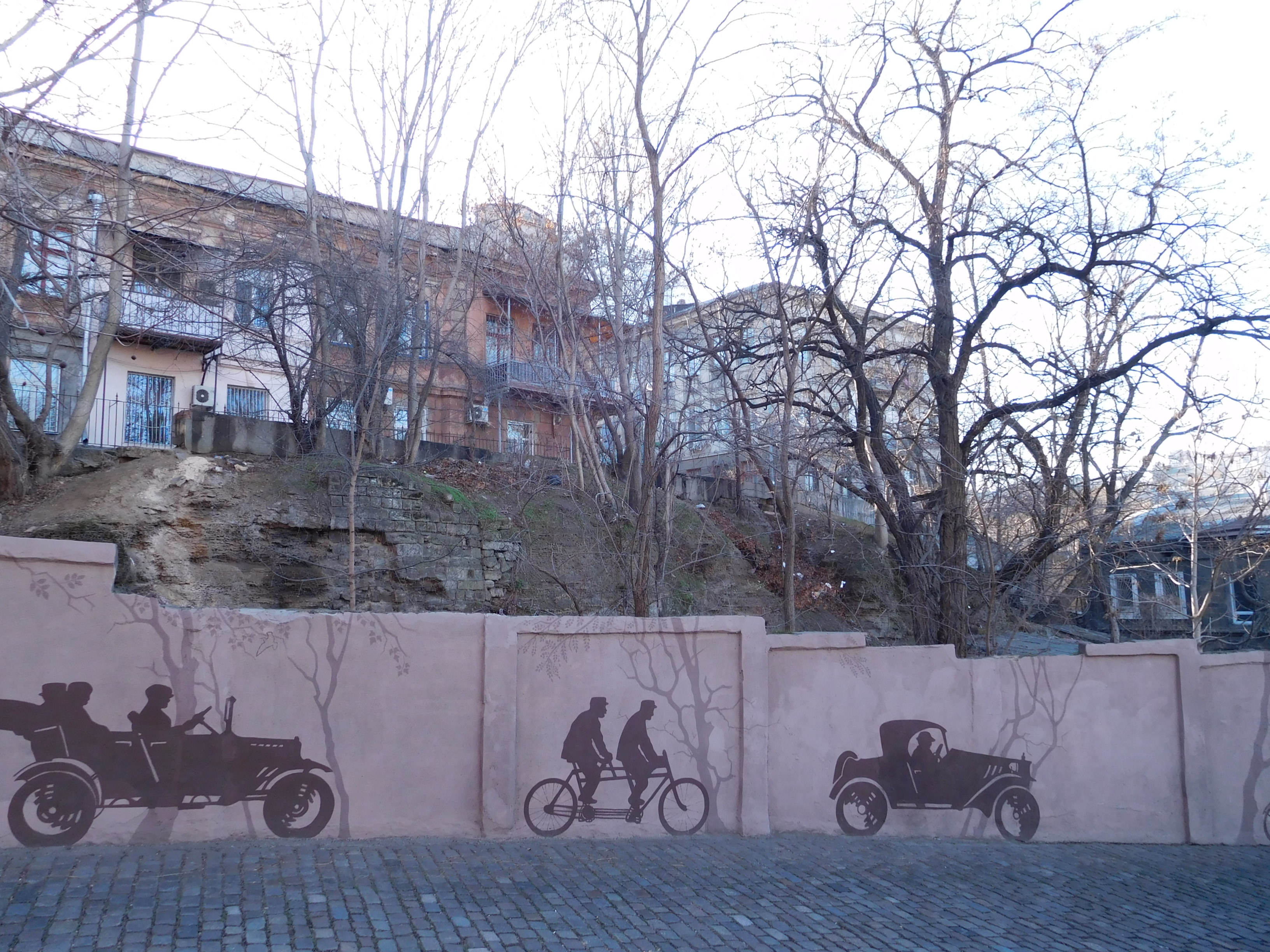
Граффити на спуске
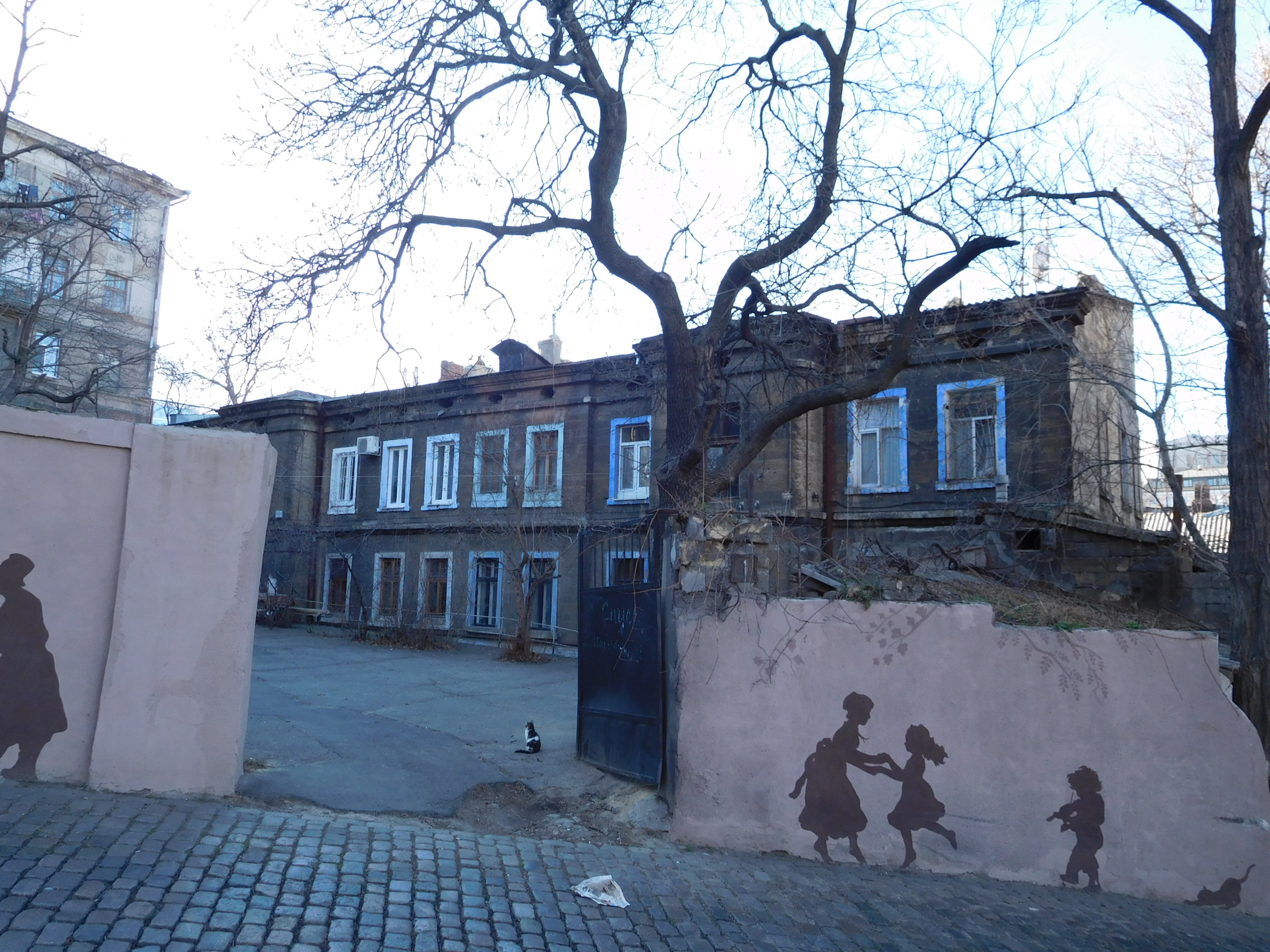
Дом по адресу Карантинный спуск, 1